# Françoise Lison-Leroy
Françoise Lison-Leroy est une poétesse et nouvelliste belge de langue française née le 6 octobre 1951  à Wodecq dans le Pays des Collines.
Enseignante de français dans la région de Tournai, elle participe à la page culturelle du journal L’Avenir – Le Courrier de l'Escaut.
En mai 2017, elle reçoit le prix triennal de poésie de la Fédération Wallonie-Bruxelles pour Le Silence a grandi paru aux éditions Rougeries. En novembre 2020, elle décroche le prix François Coppée de l'Académie française pour Les blancs pains paru aux éditions Esperluète.

## Œuvres
- La mie de terre est bonne, poésie, Valenciennes, France, Éditions Famars, coll. « Cahiers Froissart », 1983, 23 p. (BNF 34716329)

- Prix Froissart 1983
- L'Apprivoise, poésie, Tournai, Belgique, Éditions Unimuse, 1985, 108 p.  (ISBN 2-87022-042-1)

- Prix Casterman 1984
- Quatuor, avec Robert-Lucien Geeraert et Colette Nys-Mazure, poésie, Tournai, Belgique, Éditions Unimuse, 1985, 115 p.  (ISBN 2-87022-034-0)
- À l'eau-forte et à l'âme, nouvelles, Tournai, Belgique, Éditions Unimuse, coll. « Chemins de halage », 1986, 108 p.  (ISBN 2-87022-042-1)

- Prix Hubert Krains 1986
- « Fief d'aube » in Lieux tressoirs : trois poètes de la Picardie belge, poésie, Mortemart, France, Rougerie Éditions, 1988, 64 p. (BNF 37551786)
- Elle, d'urgence, poésie, Amay, Belgique, Les éditions l’Arbre à Paroles, 1989, 32 p. BRB : BD 37.408/26

- Prix René Lyr 1989
- On les dirait complices, avec Colette Nys-Mazure, poésie, Mortemart, France, Rougerie Éditions , 1989, 42 p. (OCLC 42697179)
- Le Chemin baumier, poésie, Amay, Belgique, Les éditions l’Arbre à Paroles, 1989, 17 p. BRB : BD 40.711/20
- Pays géomètre, poésie, Lausanne, Suisse, Éditions L'Âge d'Homme, coll. « l'Atelier Imaginaire », 1991, 64 p.  (ISBN 2-8251-0226-1)

- Prix Max-Pol-Fouchet 1991
- Quand je serai petite, théâtre, Charlieu, France, La Bartavelle Éditeur, 1992
- Tous locataires, avec Colette Nys-Mazure, théâtre, Charlieu, France, La Bartavelle Éditeur, 1993, 47 p.  (ISBN 2-87744-151-2)
  - - réédition, Carnières, Belgique, Éditions Lansman, coll. « Nocturnes théâtre », 2002, 33 p.  (ISBN 2-87282-354-9)
- La Nuit résolue, avec Colette Nys-Mazure, poésie, Mortemart, France, Rougerie Éditions, 1995, 55 p. (BNF 35795659)
- Avoir lieu, poésie, Mortemart, France, Rougerie Éditions , 1995, 46 p. (BNF 35606818)
- Terre en douce, poésie, Amay, Belgique, Les éditions l’Arbre à Paroles, 1995, 43 p. (OCLC 49184362)

- Prix Maurice et Gisèle Gauchez-Philippot 1995
- Lettres d'appel, avec Colette Nys-Mazure, poèmes, Ayeneux, Belgique, Éditions Tétras Lyre, 1996, 16 p. BRB:D-5436-1998-4
- Histoires de Petite Elle, récits, Éditions Luce Wilquin, coll. « Sméraldine », 1996, 79 p.  (ISBN 2-88253-061-7)[3]
  - - réédition Bruxelles, Belgique, Éditions Labor, coll. « Espace nord junior », 2000, 96 p.  (ISBN 978-2-8040-1422-3)
- Dites trente-deux, ill. George Warnant, poèmes, Avin, Belgique, Éditions Luce Wilquin, 1997, 63 p.  (ISBN 2-88253-081-1)
- L'eau des fêtes, avec François Emmanuel et Colette Nys-Mazure, poésie, Charlieu, France, La Bartavelle Éditeur, 1997, 54 p.  (ISBN 2-87744-380-9)
- Celle que l'été choisit, poésie, Mortemart, France, Rougerie Éditions , 1998, 60 p.  (ISBN 2-85668-044-5)
- Champs mêlés, avec Colette Nys-Mazure, poésie, Avin, Belgique, Éditions Luce Wilquin, coll. « Zobéide », 1998, 70 p.  (ISBN 2-88253-112-5)
- Le Coureur de collines, nouvelles, Avin, Belgique, Éditions Luce Wilquin, 1998, 103 p.  (ISBN 2-88253-113-3)
- Traces et ferment, avec Lucien Noullez, poésie, Amay, Belgique, Les éditions l’Arbre à Paroles, 1998, 52 p.
- Pas si sage !, avec Colette Nys-Mazure et des illustrations d'Annie Gaukema, poésie, Amay, Belgique, Les éditions l’Arbre à Paroles, 1999, 40 p.
- Palettes, ill. Alain Winance, poésie, Noville-sur-Mehaigne, Belgique, L'Esperluète Éditions, 1999, 20 p.  (ISBN 978-2-930223-09-4)
- Marie-Gasparine : d'elle et d'eau, ill. de George Warnant, poésie, Chaillé-sous-les-Ormeaux, France, Éditions Le Dé bleu, coll. « Le farfadet bleu », 1999, 46 p.  (ISBN 2-84031-097-X)[4]
- Le Dit de Petite Elle, ill. George Warnant, poésie, Amay, Belgique, Les éditions l’Arbre à Paroles, 2000, 72 p.  (ISBN 2-87406-094-1)
- Sans mots, poésie, lithos d'Anne Leloup, Noville-sur-Mehaigne, Belgique, L'Esperluète Éditions, 2000, 12 p.  (ISBN 2-930223-13-8)
- Je n'ai jamais dit à personne que.., avec Colette Nys-Mazure, ill. Montse Gisbert, récit, Noville-sur-Mehaigne, Belgique, L'Esperluète Éditions, 2001, 26 p.  (ISBN 978-2-930223-20-9)
- L'Affûteuse, poésie, Mortemart, France, Rougerie Éditions , 2001, 68 p.  (ISBN 2-85668-082-8)

- Prix Delaby-Mourmaux 2001
- Commencer par le soir, phot. Sylvie Derumier, poésie, Noville-sur-Mehaigne, Belgique, L'Esperluète Éditions, 2002, 82 p.  (ISBN 2-930223-33-2)
- Flore et Florence, avec Colette Nys-Mazure, roman, Bruxelles, Belgique, Éditions Memor, coll. « Couleurs », 2002, 112 p.  (ISBN 2-930133-84-8)
- Cache-cache Ciguë, Tournai, Belgique, Éditions Les Pierres, 2003, p.
- Chemins du guet, ill. de Philippe Delaite, poésie, Soumagne, Belgique, Éditions Tétras Lyre, 2003, 52 p.  (ISBN 978-2-93049-484-5)

- Prix Biennale Robert Goffin 2002
- Les Bretelles du crayon, ill. de Laura Rosano, poésie, Monaco-Paris, France, Le Rocher, coll. « Lo païs d'enfance », 2004, 35 p.  (ISBN 2-268-05006-8)
- Christian Rolet, en coll. avec Michel Voiturier, Éditions Maison de la Culture, 2004, 122 p. BRB:B 2004 402
- Pia Couchotte, en coll. avec George Warnant et Myriam Lanckmans, récit, Flobecq, Belgique, Éditions Martin Laloy, 2004
- L'Incisive, poésie, Mortemart, France, Rougerie Éditions, 2005, 96 p.  (ISBN 2-85668-116-6)

- Prix Charles Plisnier 2005
- Marmotte, en coll. avec George Warnant et Myriam Lanckmans, récit, Flobecq, Belgique, Éditions Martin Laloy, 2005
- Gilbert Delahaye, 1923-1997, un poète hors du temps dans son temps, avec Jacky Legge et Michel Voiturier, Tournai, Belgique, Éditions Maison de la Culture, 2007
- Paon !, Mouscron, Belgique, Éditions L'Âne qui butine, 2007
- City 4x4 Ciguë, lino. de Xtof, Mouscron, Belgique, Éditions L'Âne qui butine, coll. « Pamphlets », 2007
- Lettre barrée,  Mortemart, France, Rougerie Éditions, 2008, 52 p.  (ISBN 2-85668-143-3)
- Et nous par tous les temps, recueil de la revue Poésie en Voyage, Laon, France, Éditions La Porte, 2008
- C'est pas un jeu, dessins de Jean-Claude Saudoyez, poèmes, Noville-sur-Mehaigne, Belgique, L'Esperluète Éditions, 2008, 80 p.  (ISBN 978-2-930223-86-5)
- Mont-Saint-Guibert. Chemin des Poètes, collectif, Tournai, Belgique, Éditions Bibliothèque communale, 2009
- Trait Mot, collectif, Tournai, Belgique, Éditions Unimuse, 2009
- On s'appelle, poésie, Mortemart, France, Rougerie Éditions, 2010, 61 p.  (ISBN 978-2-85668-159-6)[6]
- Drölling, "Intérieur de cuisine", Ennetières-en-Weppes, France, Éditions Invenit, coll. « Ekphrasis », 2010, 32 p.  (ISBN 978-2-918698-12-8)[7]
- Les Pages rouges, roman, Avin, Belgique, Éditions Luce Wilquin, coll. « Sméraldine », 2011, 96 p.  (ISBN 978-2-88253-427-9)
- L'Enfant tapie, Douai, France, Les Éditions du Douayeul, coll.  « Les carnets du Douayeul », 2012, 15 p.  (ISBN 2-35133-069-2)
- Encore un quart d'heure, avec Colette Nys-Mazure, dessins de Camille Chevrillon, Noville-sur-Mehaigne, Belgique, L'Esperluète Éditions, 2012, 32 p.  (ISBN 978-2-35984-026-1)
- De la terre dans mes poches, ill. Matild Gros, Bruxelles, CotCotCot éditions, 2021, 20 p.  (ISBN 9782930941318)
- Tous mes cayons, ill. Raphaël Decoster, Bruxelles, CotCotCot éditions, 2021, 44 p.  (ISBN 9782930941325)
- Toupie, ill. Camille Nicolle, Marseille, éd. Le Port a jauni, 2024  (ISBN 9782494753020)

## Sites extérieurs
- Site de l'auteur